# Daniel Fanger
Daniel Fanger (sinh ngày 11 tháng 8 năm 1988 Thụy Sĩ) là một cầu thủ bóng đá Thụy Sĩ hiện tại thi đấu ở vị trí hậu vệ cho SC Kriens tại Promotion League.